# Departamento Central (Cuba)
El Departamento Central fue una subdivisión administrativa de la Capitanía General de Cuba, que era parte del Imperio español.

## Geografía
El departamento comprendía, tal como lo indica su nombre, la sección central de la isla de Cuba. Su límite oriental se encontraba entre Nuevas Grandes al norte y la boca del río Jobabo en el sur; el resto comprendía las costas entre estos puntos, y su límite occidental se encontraba entre la boca del riachuelo Sierra Morena en el norte hasta el derrame de la ciénaga de Zapata en el sur. Su capital político-administrativa radicó en la ciudad de Puerto Príncipe (actual Camaguey) y en Trinidad su gobierno militar.

## Población
En 1774 el departamento Central tenía el 22.95% de la población total de Cuba (que consistía en 171.620 habitantes según el censo de ese año), y en 1792 tenía el 25.59% de la población de la isla (que era en total 272.301 habitantes).